# Emi Palmor

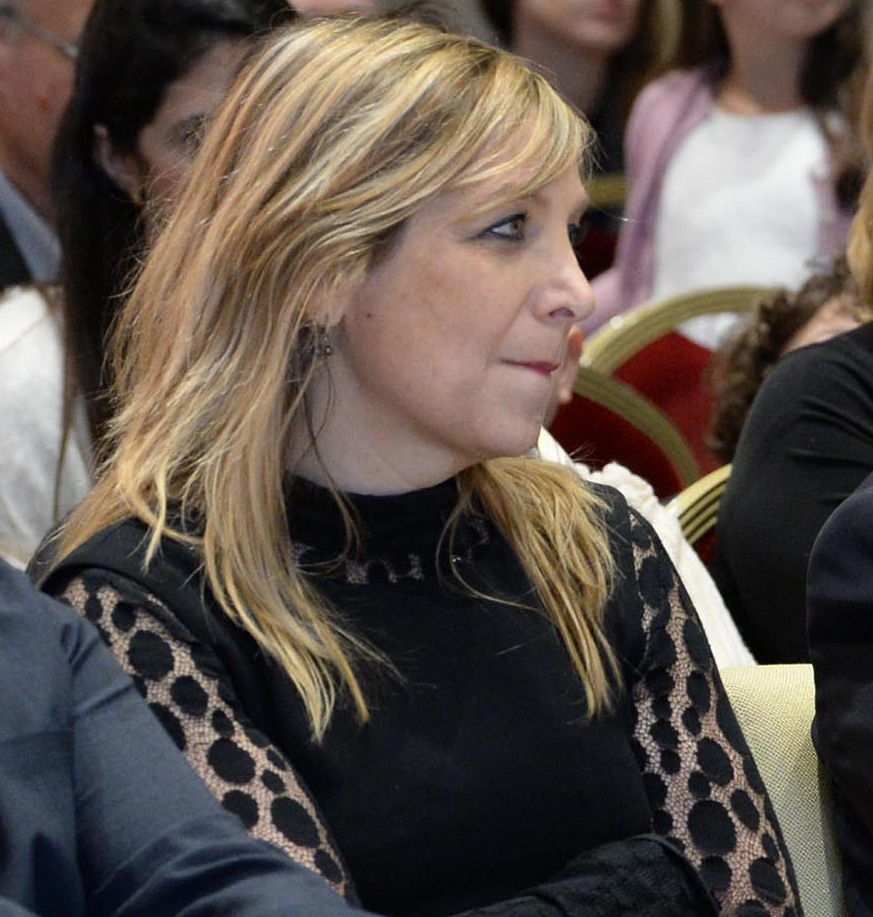
Emi Palmor (2018)

Emi Palmor (hebräisch אמי פלמור; * 1966 in Jerusalem) ist eine israelische Rechtsanwältin. Sie war von 2014 bis 2019 die Generaldirektorin des Justizministeriums.

## Leben
Emi Palmor wurde in Jerusalem als Tochter des Diplomaten Eliezer Palmor geboren. Ihre Mutter war Chemikerin und arbeitete in einer Arzneimittelfabrik. Palmors Vorname Emi setzt sich aus den Anfangsbuchstaben der Namen ihrer Großmutter Esther und ihrer Urgroßmutter Michal zusammen, die beide im Holocaust umkamen. Ihr Vater überlebte den Holocaust.
1990 schloss Palmor ihr Jurastudium an der Hebräischen Universität ab und absolvierte ein Praktikum bei Richter Zvi Tal am Obersten Gericht des Jerusalemer Bezirksgerichts und bei Yair Golan.
Palmor arbeitete als Anwältin im Bereich Zivilrecht bei der Anwaltskanzlei Carmeli-Arnon in Jerusalem und wurde 1995 als Partnerin in die Kanzlei aufgenommen. Von 1996 bis 1999 war sie als Staatsanwältin bei der Staatsanwaltschaft des Obersten Gerichtshofs im Justizministerium tätig und führte Gerichtsverfahren im Strafbereich.
Palmor diente im Auftrag des Justizministers bei Sondermissionen im Zusammenhang mit der Suche nach vermissten IDF-Soldaten. Sie war Mitglied des Ausschusses, der sich mit der Freilassung von Sicherheitsgefangenen an die Palästinensische Autonomiebehörde befasste, und war in den Jahren 2006–2011 das einzige weibliche Mitglied des Verhandlungsteams für die Freilassung des Kriegsgefangenen Gilad Shalit.
Palmor ist bekannt für die Anwendung von Methoden des bürgerschaftlichen Engagements und der Beteiligung an politischen Entscheidungsprozessen der Regierung sowie für die Förderung eines ganzheitlichen Ansatzes in der öffentlichen Politik, der sich eher auf Präventions- und Bildungspläne als auf Gesetzgebung und Strafverfolgung konzentriert.

## Generaldirektorin des Justizministeriums
Am 1. Februar 2014 übernahm sie als Nachfolgerin von Guy Rotkopf ihr Amt als Generaldirektorin des Justizministeriums, nachdem sie auf Vorschlag von Justizministerin Tzipi Livni von der Regierung in diese Position berufen worden war. Diese Position behielt sie auch nach der Ernennung von Ayelet Shaked zur Justizministerin im Mai 2015.
Bei ihrem Amtsantritt betonte Palmor die Rolle des Justizministeriums als Sozialministerium, das Dienstleistungen für die Öffentlichkeit erbringt, sowie seine zentrale Bedeutung als Hauptverwaltung im Bereich der Rechtsberatung und Gesetzgebung in der Regierung und leitete eine Reihe organisatorischer Reformen in der Zentrale des Ministeriums und in seinen Fachabteilungen ein. Unter anderem: Aufbau der Abteilung für Politik- und Strategieplanung im Ministerium und Leitung des Übergangs zu einer horizontalen und systematischen Planung in allen Ministeriumseinheiten im Einklang mit den Regierungszielen; Einrichtung der Abteilung „Öffentlicher Dienst“ zur Entwicklung und Umsetzung der Theorie des öffentlichen Dienstes und zur bereichsübergreifenden Verwaltung aller Kommunikationskanäle mit der Öffentlichkeit; Dies führte auch zur Trennung der Abteilungen Verwaltung, Logistik und Personalwesen (die in einer einzigen Zentrale konzentriert waren) als Teil einer umfassenden Maßnahme zur Etablierung von Fachwissen und Managementaufmerksamkeit in den Kernbereichen der Ministeriumszentrale.
Am 23. Juli 2019 wurde bekannt gegeben, dass sie auf Ersuchen des neuen Justizministers Amir Ohana von ihrem Posten als Generaldirektorin des Justizministeriums zurücktreten werde. Ohana beabsichtigte, seinen Mitarbeiter Ofir Cohen als ihren Nachfolger zu ernennen, doch nach einer Petition der Bewegung für eine qualitativ hochwertige Regierung fror der Oberste Gerichtshof die Ernennung ein und Palmor blieb bis zum Ende der rechtlichen Ermittlungen im Amt.